# Koningin Maudland
Koningin Maudland (Noors: Dronning Maud Land) is een deel van Oost-Antarctica tussen 20°W en 45°O. Het gebied werd opgeëist door Noorwegen op 14 januari 1939. Deze claim betrof de kust van het vasteland van Antarctica, niet de gehele sector van het continent tot aan de zuidpool. Net zoals alle andere soortgelijke claims in Antarctica wordt deze niet universeel aanvaard. Het Antarctisch Verdrag "bevriest" alle soevereiniteitsclaims op het continent.
Koningin Maudland werd naar koningin (Noors: dronning) Maud van Noorwegen vernoemd door Roald Amundsen.
De eerste wetenschappelijke expeditie was een Brits-Zweedse expeditie van 1949-1952.
Bouveteiland · Koningin Maudland · Jan Mayen · Peter I-eiland · Spitsbergen
Antártica · Argentijns Antarctica · Australisch Antarctisch Territorium · Brits Antarctisch Territorium · Koningin Maudland · Adélieland · Peter I-eiland · Ross Dependency